# Kornati
Kornati je souostroví v Jaderském moři při pobřeží Chorvatska, jemuž také patří. Nachází v severní Dalmácii mezi městy Zadar a Šibenik. Název Kornati pochází od starých mořeplavců, a to od slova corona (koruna).
Na ostrovech byl v roce 1980 zřízen Národní park Kornati. Park se rozkládá na 218 km² a nachází se v něm na 89 ostrovů. Největším a hlavním ostrovem je Kornat s plochou téměř 33 km². Ostrov není trvale osídlen, jsou zde pouze malá sídla, která slouží pro přechodný pobyt obyvatel, kteří zde chovají ovce a pěstují olivy. Nachází se zde i několik nudistických pláží. Jelikož na ostrovech není pitná voda, je nutné ji dovážet z pobřeží. Elektřina je vyráběna agregáty.
Na ostrovech platí velmi přísná pravidla omezující pohyb jak lodí, tak i chodců. Není zde dovoleno rozdělávání ohně, sběr jakýchkoliv kamenů, mušlí, platí zde zákaz rekreačního rybolovu. Každá loď si před vplutím do parku musí pořídit vstupní kartu podle délky lodi. Na ostrově Piškera je vystavěna Marina ACI.